# サビニアヌス (僭称者)
サビニアヌス (ラテン語: Sabinianus) は、3世紀の危機の間、ゴルディアヌス3世に対して反乱を起こしたローマ皇帝僭称者。
240年、サビニアヌスはゴルディアヌス3世に不満を持つ者たちにより、カルタゴで擁立された。しかし同年のうちに、マウレタニア総督に敗れた。彼の指揮下の兵たちはカルタゴに帰り、許しを請うた。アフリカのプロコンスルだったマルクス・アシニウス・サビニアヌスと同一人物であるとも言われるが、その可能性は低い。